# Râul Roșia, Dorna
Râul Roșia este un afluent al râului Dorna. 

## Hărți
- Harta Munții Bârgău  Arhivat în 20 septembrie 2008, la Wayback Machine.
- Harta Munții Călimani  Arhivat în 11 octombrie 2008, la Wayback Machine.
- Harta Județul Suceava ]